# Briana Gilbreath
Briana Renee Gilbreath, coniugata Butler (Houston, 16 agosto 1990), è un'ex cestista statunitense, professionista nella WNBA.

## Carriera
È stata selezionata dalle Washington Mystics al terzo giro del Draft WNBA 2012 (35ª scelta assoluta).